# Espagne au Concours Eurovision de la chanson junior
L'Espagne participe au Concours Eurovision de la chanson junior à partir de sa première édition, en 2003, avec une période de retrait entre 2007 et 2018.

## Participation
Le pays entamera après 2006 une longue absence de douze ans jusqu'en 2019 à Gliwice, année où le pays fait son retour. Le pays est donc représenté par Melani García, avec sa chanson Marte.

## Résultats
Le pays a remporté l'édition 2004 avec Antes muerta que sencilla interprétée par María Isabel avec un total de 171 points, soit le plus grand nombre de points obtenus par la chanson gagnante de l’époque. Le pays compte également six podiums à son actif (2003, 2004, 2005, 2019, 2020 et 2023).
Le Concours Eurovision de la chanson junior 2021 marque la première fois où l’Espagne ne se place pas dans le top 5 avec une 15e place, avec la chanson Reír interprétée par Levi Díaz.r 

## Représentants
| Édition                 | Année | Artiste          | Chanson                   | Langue   | Traduction du titre           | Place | Points |
| ----------------------- | ----- | ---------------- | ------------------------- | -------- | ----------------------------- | ----- | ------ |
| 1re                     | 2003  | Sergio           | Desde el cielo            | Espagnol | Depuis le ciel                | 02    | 125    |
| 2e                      | 2004  | María Isabel     | Antes muerta que sencilla | Espagnol | Plutôt mourir que être simple | 01    | 171    |
| 3e                      | 2005  | Antonio José     | Te traigo flores          | Espagnol | Je t'apporte des fleurs       | 02    | 146    |
| 4e                      | 2006  | Dani             | Te doy mi voz             | Espagnol | Je te donne ma voix           | 04    | 91     |
| Retrait de 2007 à 2018. |       |                  |                           |          |                               |       |        |
| 17e                     | 2019  | Melani García    | Marte                     | Espagnol | Mars                          | 03    | 212    |
| 18e                     | 2020  | Soleá            | Palante                   | Espagnol | de l’avant                    | 03    | 133    |
| 19e                     | 2021  | Levi Díaz        | Reír                      | Espagnol | Rire                          | 15    | 77     |
| 20e                     | 2022  | Carlos Higes     | Señorita                  | Espagnol | Mademoiselle                  | 06    | 137    |
| 21e                     | 2023  | Sandra Valero    | Loviu                     | Espagnol | Je t'aime                     | 02    | 201    |
| 22e                     | 2024  | Chloe DelaRosa   | Como la Lola              | Espagnol | Comme Lola                    | 06    | 144    |
| 23e                     | 2025  | Gonzalo Pinillos |                           |          |                               |       |        |

- Première place
- Deuxième place
- Troisième place
- Dernière place
- Espagne organisateurs

## Galerie

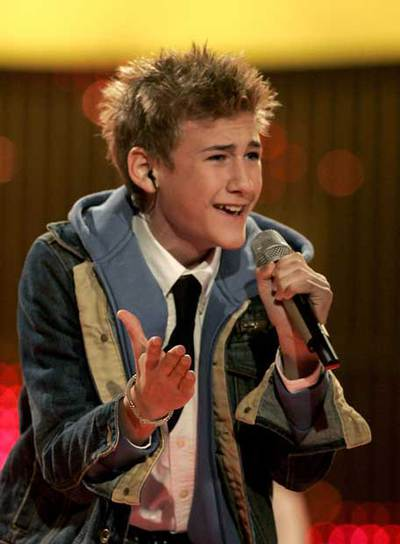
Dani Fernandez à Bucarest (2006).
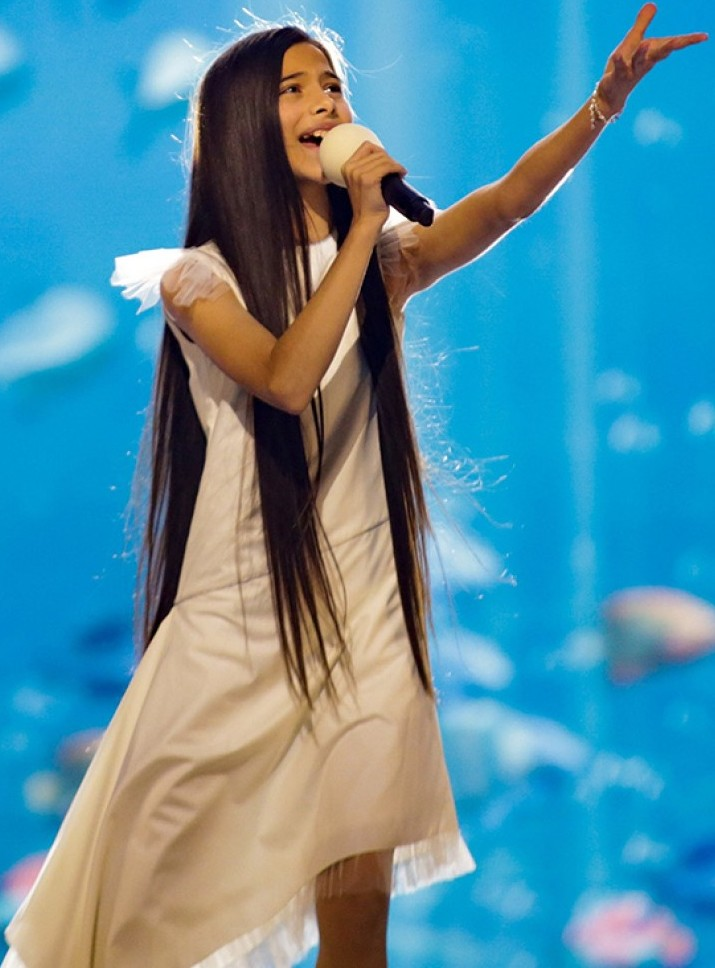
Melani García à Gliwice (2019).
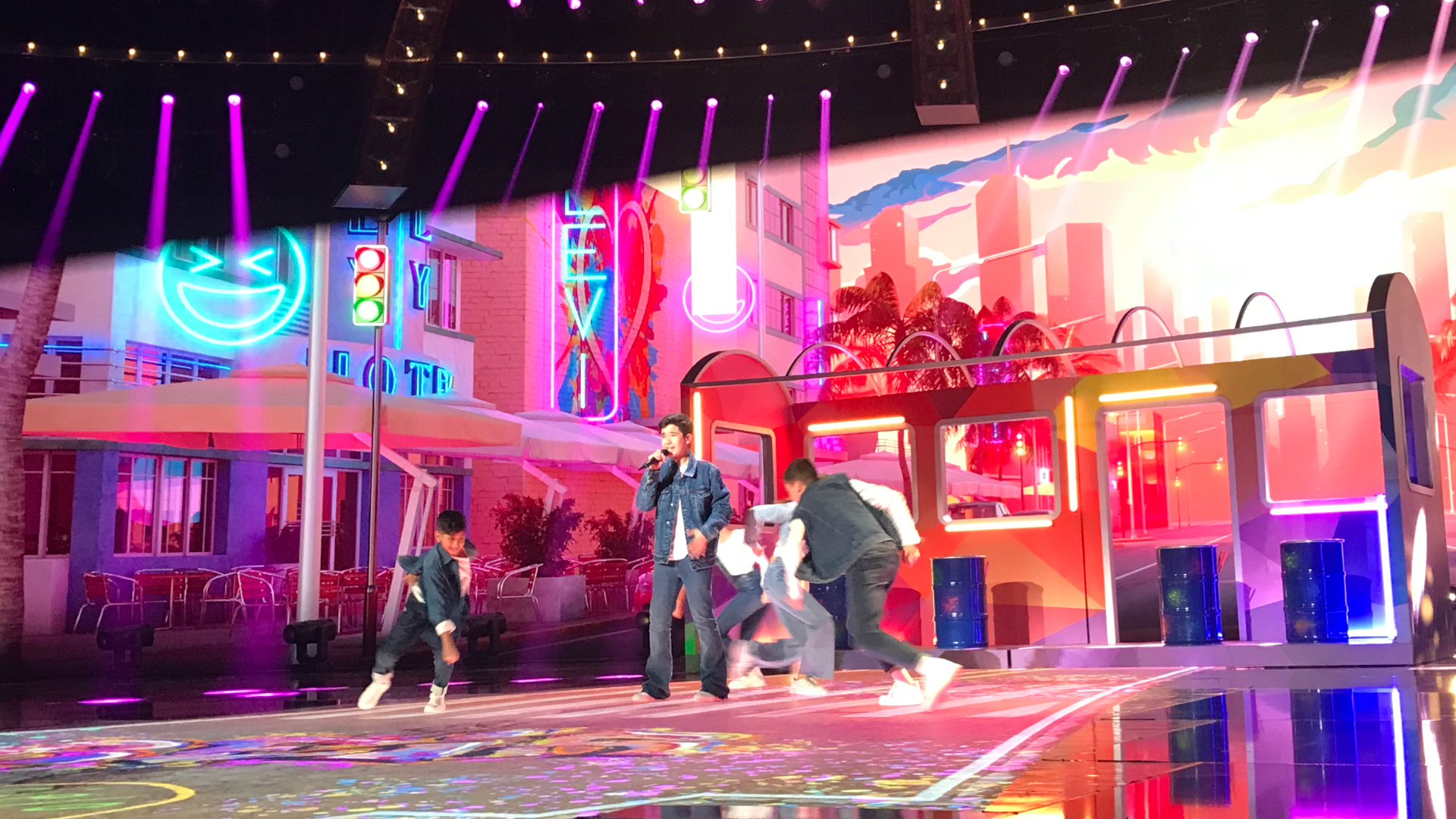
Levi Díaz à la Seine Musicale  (2021).
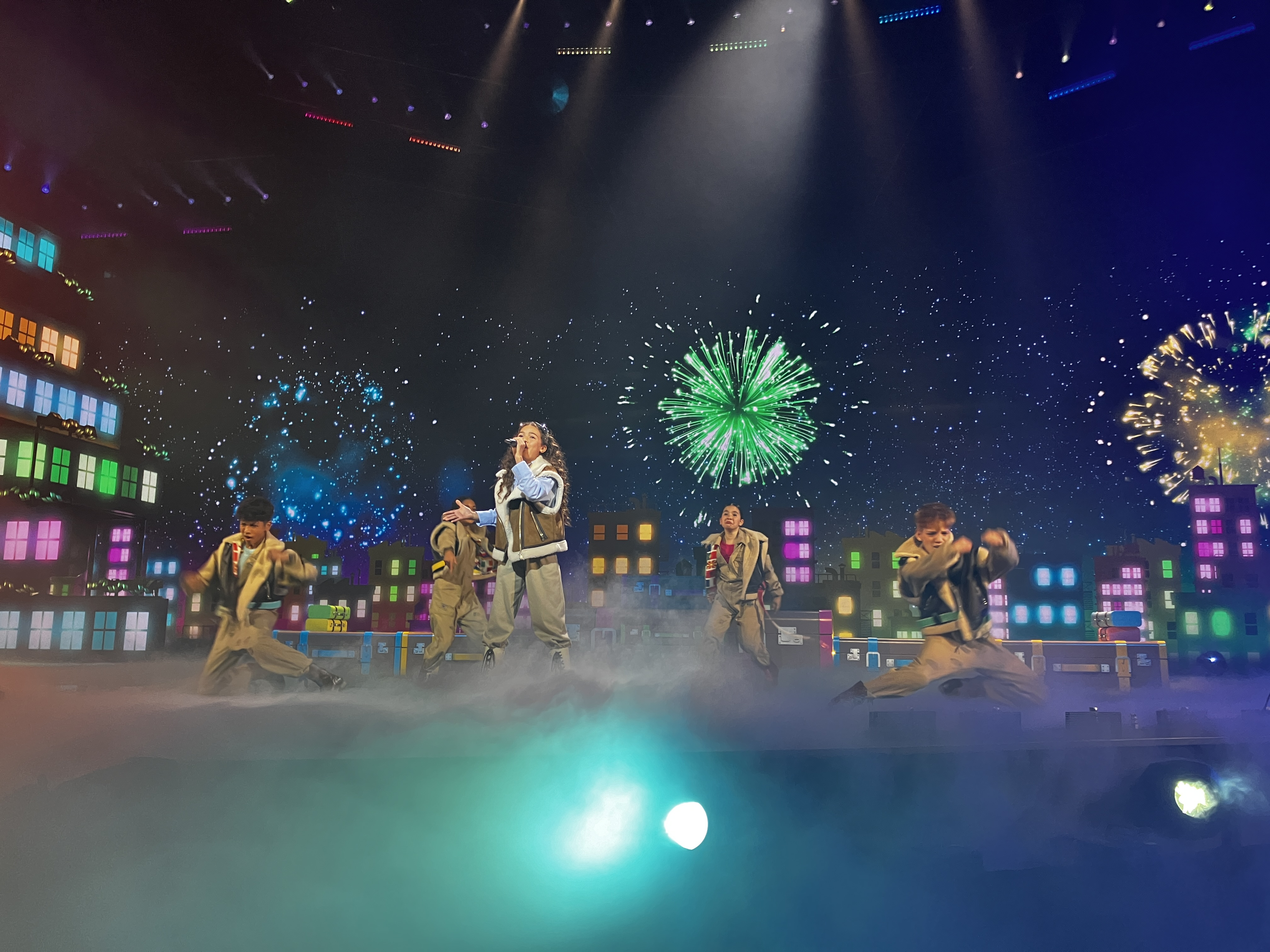
Sandra Valero à Nice (2023).